# Nave della pace

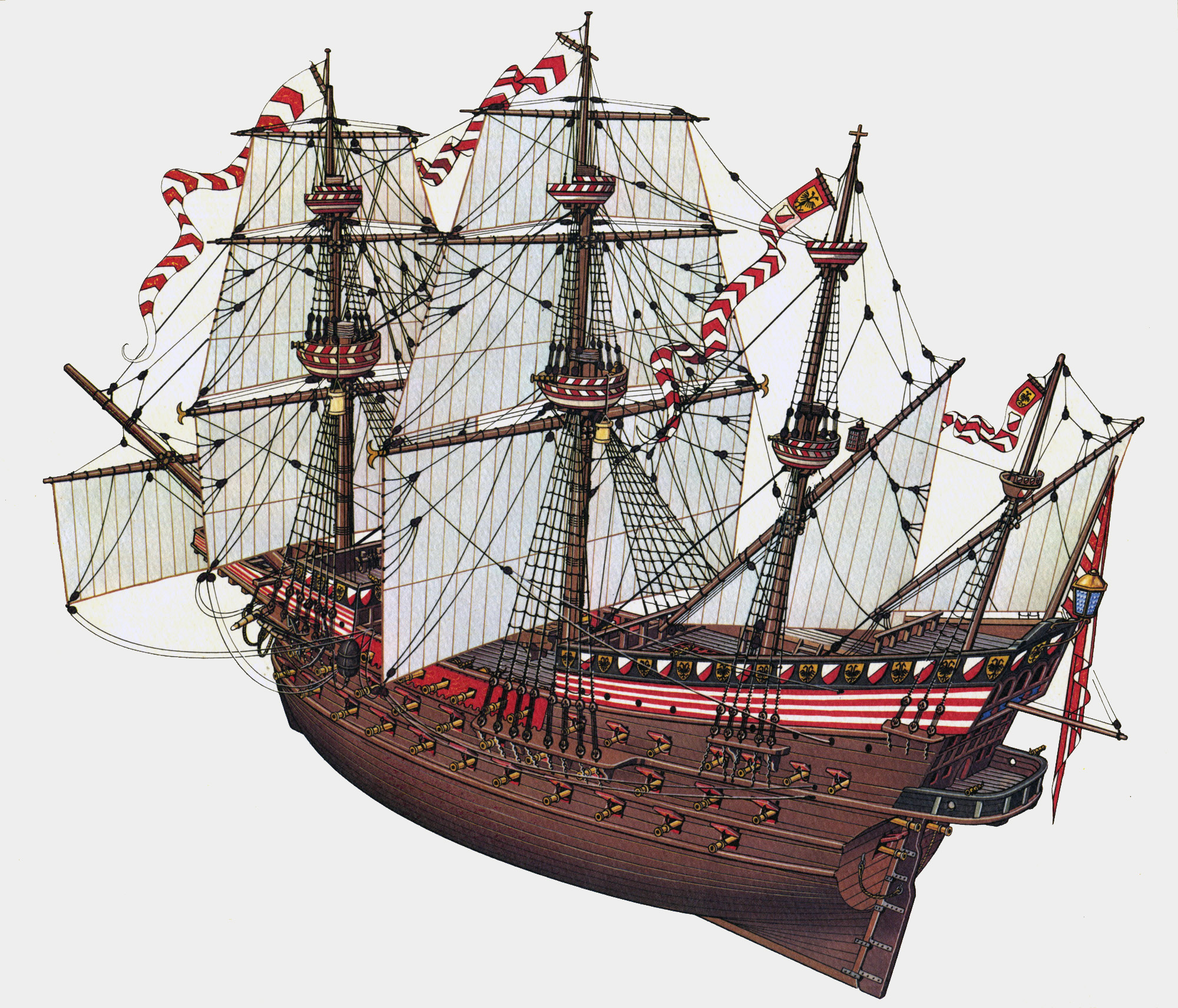
La Friedeschiff Adler von Lübeck, classe galeone.

Le navi della pace (de. Friedeschiff, anche Friedekoggen, dal basso tedesco Vredekoggen ), erano le navi da guerra che la Lega anseatica utilizzava per contrastare la pirateria lungo le sue rotte commerciali, nel Mar Baltico e nel Mar del Nord. Le Friedeschiff viaggiavano in apposite pattuglie chiamate Seebefriedung , lett. "pattuglie della pace".
Il nome stesso di queste navi da guerra rivela molto dell'atteggiamento anseatico nei confronti della guerra: le Friedeschiff dovevano garantire la pace sui mari e consentire così il commercio indisturbato.

## Storia

La Lega anseatica al suo apogeo.

La Lega anseatica (dal latino medievale hanseaticus, derivato dell'alto tedesco medio Hanse «raggruppamento») o Hansa fu un'alleanza di città che dal Tardo medioevo all'inizio dell'Era moderna detenne il monopolio dei commerci su gran parte dell'Europa settentrionale e del Mar Baltico. La sua origine data agli anni 1250, quando, durante le Crociate del nord, la minaccia della pirateria agli interessi commerciali delle libere città di Lubecca, Wismar e Rostock le spinse ad unirsi in un patto (de. bund) allo scopo di tutelarsi mutualmente contro i pirati.
Fin dalle origini, dunque, le navi mercantili anseatiche viaggiarono armate, mai del tutto indifese, contro gli attacchi dei pirati. Sempre sin dal XIII secolo, inoltre, le navi della Hansa viaggiavano in convogli per meglio difendersi dagli eventuali attacchi. Quando, nella seconda metà del XIV secolo, apparve nel Baltico la "pirateria organizzata" ed il commercio ne fu sempre più minacciato, le città anseatiche furono costrette a mettere in servizio legni da guerra per garantire la pacifica prosecuzione dei commerci, le c.d. Seebefriedung (lett. "Pattuglia della pace"). Soprattutto ai tempi dei famigerati Vitalienbrüder, attivi nei lustri 1375–1400, quando in alcune zone del Baltico il commercio marittimo fu completamente bloccato, questa misura si rese inevitabile se la Lega Anseatica non voleva perdere sensibilmente capitali. 
Il vecchio sistema di lotta alla pirateria attraverso spedizioni mirate delle Seebefriedung di Friedeschiff cadde in disuso nel corso del XV secolo, quando divenne normale radunare le navi che navigavano nella stessa direzione in flotte consistenti, non più meri convogli, accompagnate da navi da guerra, i.e. il medesimo sistema che sarebbe stato utilizzato dagli iberici lungo la rotta per le Indie (v.si Armata d'India e Flotta spagnola del tesoro). Furono anche concordati regolamenti, da parte delle autorità cittadine, per obbligare gli skipper a rimanere con le flotte.
Il ricorso alle Seebefriedung era però ancora attestato alla metà del Quattrocento: il 9 luglio 1456, il Consiglio di Lubecca inviò un veloce ma piccolo schnigge e un'altra barca e 50 uomini contro i pirati che rendevano insicure le acque vicino a Travemünde; nell'agosto 1458, cinque Friedeschiff di Lubecca salparono da Trave sotto il comando dei consiglieri comunali Alf Greverade e Godeke Burmester per trovare i pirati danesi di Jesse Mertensen; ecc.

## Logistica

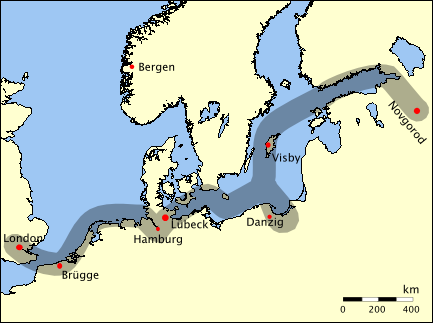
Le rotte commerciali anseatiche.

### Organizzazione e compiti
I costi per le Friedeschiff erano a carico della comunità mercantili delle singole città o gruppi di città, per i quali occasionalmente veniva riscossa la cosiddetta "tassa della libbra" (de. Pfundzoll), una sorta di imposta anseatica sulle vendite. A pagare erano soprattutto gli armatori e i noleggiatori dei mercantili presenti nei convogli. La Hansa, quale organizzazione, non pagò mai direttamente per le navi della pace. Tale misure, come altre, era semplicemente ordinata (e registrata) dalla Lega e rimessa per l'esecuzione alle singole città partecipi sotto la loro responsabilità. Per tenere comunque sotto controllo i costi, nel 1385, cioè nel momento cruciale della lotta contro i Vitalienbrüder, un libero imprenditore, Wulf Wulflam, figlio di uno dei sindaci di Stralsund, fu incaricato della pacificazione delle rotte ma non concluse molto.
I compiti delle Friedeschiff erano diversi: scortavano i convogli mercantili, pattugliavano le rotte commerciali, monitoravano e bloccavano temporaneamente alcune zone costiere e isole come le cosiddette zone periferiche; ed effettuavano ripetutamente operazioni contro i pirati, fondamentalmente i famigerati Vitalienbrüder Le navi della pace erano anche utilizzati nelle guerre di corsa che di tanto in tanto venivano condotte dalla Lega Anseatica.
Diverse città anseatiche mantenevano alcune Friedeschiff  fisse. All'occorrenza, le navi mercantili potevano essere riconvertite. Le Seebefriedung, in generale le flotte da guerra, erano spesso mantenute da una coalizione ad hoc di azionisti/interessati chiamata Tohopesate.

### Le navi

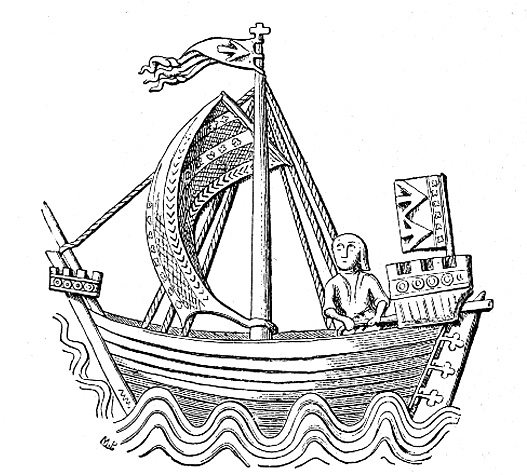
Una cocca dal sigillo di Stralsund.

Le prime Friedeschiff furono delle cocche: le navi preferite dagli anseatici. Sviluppata nel X secolo, presumibilmente dal modello dello knarr norreno, e massicciamente diffusasi nel XII secolo, la cocca aveva propulsione mista remi-e-vela, forma "rotonda" (c.d. "Round-ship"), lunghezza 15-25 m e larghezza 5-8 m, stazza massima di 200-300 t. L'unico albero era armato a vela quadra, il timone era a perno e montato sotto il dritto di poppa e l'opera morta era molto alta per permetterle di meglio affrontare la navigazione in mare aperto. Nella sua variante bellica, la cocca aveva alti castelli di prua e di poppa per meglio difendersi dall'abbordaggio.

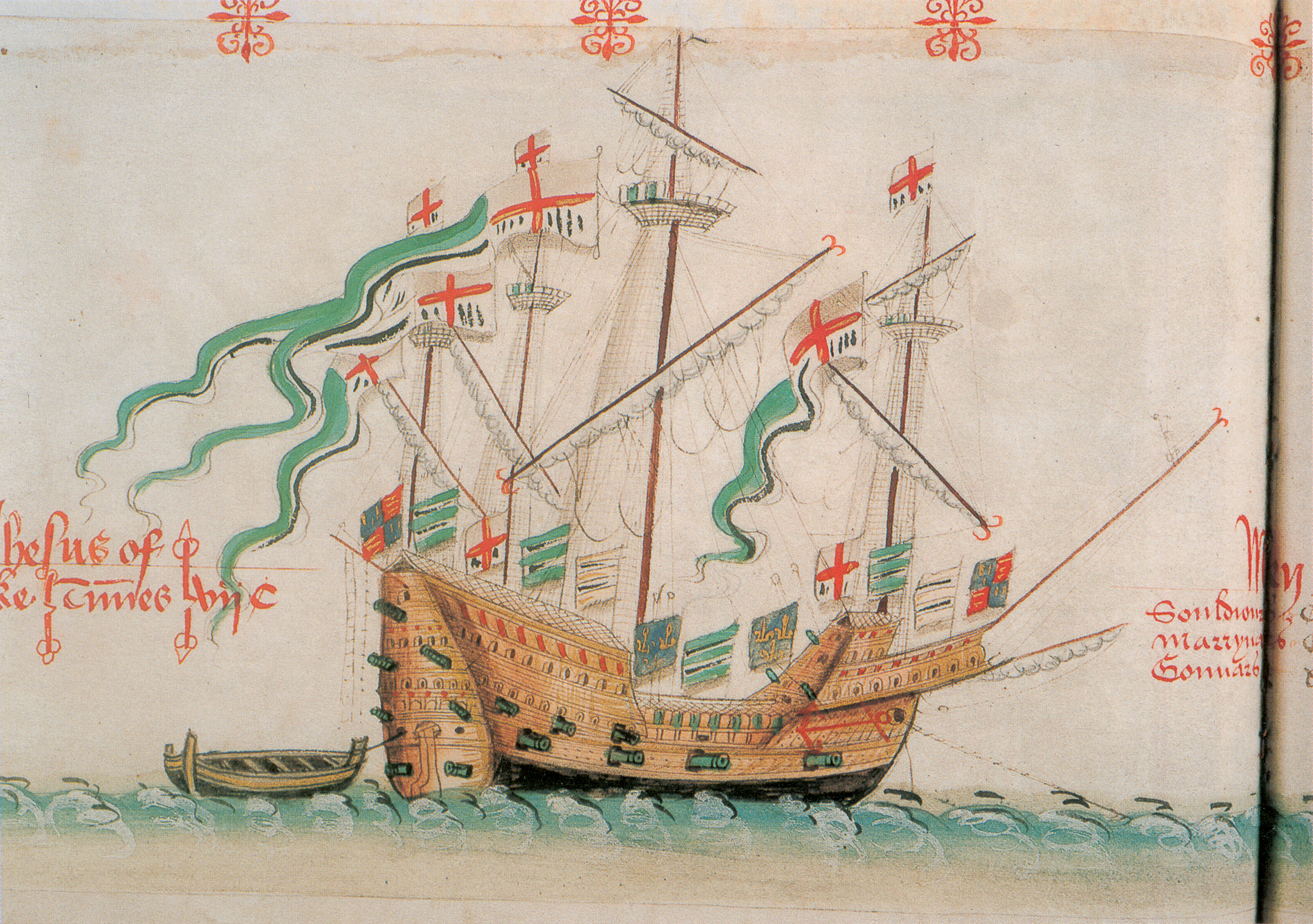
La Gesù di Lubecca, sontuoso esempio di caracca da guerra anseatica (in realtà utilizzata come nave di rappresentanza) - ill. di Anthony Roll, circa 1546.

Con il procedere dei progressi marittimi europei, soprattutto iberici (vedasi Sviluppo marittimo iberico), dell'Età delle scoperte (1336–1660), gli arsenali anseatici poterono disporre, a partire dal XVI secolo, di legni più imponenti e strutturati per la difesa dei loro convogli navali: la caracca, un veliero con 3-4 alberi e bompresso con dislocamento medio di 400 t, caratterizzata da castello e cassero a più piani, pesantemente munita di cannoni (es. la Jesus von Lübeck, 700 t di stazza) ed il successivo galeone, veliero di caratteristiche simili alla caracca ma linea più idrodinamica, privo di castello di prua, di dislocamento medio superiore alle 500 t (es. l'impressionante Adler von Lübeck, 78m di lunghezza e forse 3000 t di stazza, uno dei legni al tempo più imponenti d'Europa).
Le Friedeschiff a volte venivano battezzate con nomi altisonanti quanto bizzarri: la sopracitata Adler von Lübeck (lett. "Aquila di Lubecca"), tanto quanto la Vlegender Geyst (lett. "Spettro volante") o la Mariendrache (lett. "Drago di Maria") sono rappresentativi, secondo Walther Vogel, della volontà anseatica di «annunciare “in modo promettente” il loro scopo devastante.»

### Equipaggio
L'equipaggio delle Friedeschiff poteva arrivare fino a un centinaio di uomini, di cui circa un terzo erano marinai e il resto erano soldati: i marinai erano sempre scelti solo tra la popolazione delle città coinvolte; i soldati potevano invece essere o miliziani della città o mercenari ed erano noti come Kriegsknechten (lett. "Cavalieri del mare").
Il corpo ufficiali era composto dai magnati delle città anseatiche: es. il sopracitato Wulf Wulflam, come detto figlio d'uno dei sindaci di Stralsund. La struttura di comando delle navi anseatiche era piuttosto semplice. Il capitano della nave era solitamente il proprietario o comproprietario; nel XIV secolo era normalmente chiamato schiffer o schipper (da cui deriva l'odierno skipper); e poteva comandare un intero squadrone. Quella dei capitani divenne una classe sociale di status elevato nella Hansa ed alcuni cercarono fortuna all'estero: es. Henry Bailly, nato in Pomerania ma vissuto per molti anni nel porto inglese di Hull. Un altro grado marittimo era il setzschiffer o schiffsführer (lett. "comandante della nave") che subentrava quando lo skipper non era in servizio: era un lavoratore pagato e raramente aveva una quota nella proprietà della nave.
I grandi squadroni navali erano guidati principalmente dai sindaci o dai consiglieri cittadini (v.si Comandante della flotta di Lubecca).

### Armamento e tattiche
Fino all'introduzione dei cannoni sulle navi (generalmente a partire dalla seconda metà del XV secolo) la guerra in mare fu combattuta con le modalità della guerra terrestre: le navi da guerra erano fortezze galleggianti da espugnare e conquistare tramite abbordaggio, il momento culmine dello scontro. Le navi da guerra erano dotate di alti castelli di prua e di poppa da cui i soldati, armati di balestre e archi lunghi per il tiro a distanza e di spade, scuri, ecc. per il combattimento ravvicinato, gestivano lo scontro. Occasionalmente, per il combattimento a lungo raggio venivano utilizzate macchine da lancio, come il trabucco o la c.d. "macchina motrice", un grande lanciatore di lancia, che poteva avere un effetto devastante sull'equipaggio e sull'attrezzatura della nave nemica. Con l'avvento delle armi da fuoco nella guerra navale (nel 1384 sulle navi anseatiche), i duelli a lunga distanza con l'artiglieria pesante delle navi (tecnica fu introdotta dalla Lega Anseatica intorno alla metà del XVI secolo) iniziarono a svolgere un ruolo più importante dell'abbordaggio.